# Näshults socken
Näshults socken i Småland ingick i Östra härad, ingår sedan 1971 i Vetlanda kommun i Jönköpings län och motsvarar från 2016 Näshults distrikt.
Socknens areal är 73,71 kvadratkilometer, varav land 69,78. År 2000 fanns här 329 invånare. Kyrkbyn Näshult med sockenkyrkan Näshults kyrka ligger i denna socken.

## Administrativ historik
Näshults socken har medeltida ursprung.
Vid kommunreformen 1862 övergick socknens ansvar för de kyrkliga frågorna till Näshults församling och för de borgerliga frågorna till Näshults landskommun. Landskommunen inkorporerades 1952 i Nye landskommun och uppgick sedan 1971 i Vetlanda kommun.  Församlingen uppgick 2006 i Nye, Näshult och Stenberga församling.
1 januari 2016 inrättades distriktet Näshult, med samma omfattning som församlingen hade 1999/2000.  
Socknen har tillhört samma fögderier och domsagor som Östra härad. De indelta soldaterna tillhörde Kalmar regemente, Smålands grenadjärkår, Östra härads kompani och Smålands husarregemente, Hvetlanda skvadron.

## Geografi
Näshult socken ligger i sydöstligaste hörnet av Jönköpings län. Socknen är en sjörik kuperad skogsbygd.

## Fornlämningar
Fyra hällkistor från stenåldern och några gravrösen från bronsåldern är kända. På Biskopsön finns en medeltida borgruin.

## Namnet
Namnet (1278 Nessiahult) kommer från kyrkbyn. Förleden är ett äldre namn på Serapsjön och efterleden är hult, 'liten skog'.

## Personer från Näshults socken
- Löjtnanten Per W. Luthander som startade det som idag är Åbro bryggeri.
- Orgelbyggaren Johannes Magnusson

### Fotnoter
1. 1 2  Svensk Uppslagsbok andra upplagan 1947–1955: Näshult socken
2. 1 2  Harlén, Hans; Harlén Eivy (2003). Sverige från A till Ö: geografisk-historisk uppslagsbok. Stockholm: Kommentus. Libris 9337075. ISBN 91-7345-139-8
3. ↑  ”Församlingar”. Statistiska centralbyrån. https://www.scb.se/hitta-statistik/regional-statistik-och-kartor/regionala-indelningar/forsamlingar/. Läst 30 december 2022.
4. ↑  Administrativ historik för Näshult socken (Klicka på församlingsposten). Källa: Nationella arkivdatabasen, Riksarkivet.
5. ↑  Indelta soldater, torp och rotar i Jönköpings län Arkiverad 24 januari 2012 hämtat från the Wayback Machine. Jönköpingsbygdens Genealogiska Förening
6. 1 2  Sjögren, Otto (1931). Sverige geografisk beskrivning del 2 Östergötlands, Jönköpings, Kronobergs, Kalmar och Gotlands län. Stockholm: Wahlström & Widstrand. Libris 9939
7. 1 2  Nationalencyklopedin
8. ↑  Fornlämningar, Statens historiska museum: Näshults socken
9. ↑  Fornminnesregistret, Riksantikvarieämbetet: Näshults socken Fornminnen i socknen erhålls på kartan genom att skriva in sockennamn (utan "socken") i "Ange geografiskt område"
10. ↑  Mats Wahlberg, red (2003). Svenskt ortnamnslexikon. Uppsala: Institutet för språk och folkminnen. Libris 8998039. ISBN 91-7229-020-X. https://isof.diva-portal.org/smash/get/diva2:1175717/FULLTEXT02.pdf